# Ludźmierz
Ludźmierz je obec v Malopolsku. Ludźmierz je nejstarší obcí v Podhalí a nachází se 85 kilometrů jižně od Krakova. Žije zde 2400 obyvatel. Od západu k východu protéká obcí řeka Černý Dunajec, do které se na území obce ze severu vlévá Lepietnica a z jihu Wielki Rogoźnik.
V obci se nachází katolický kostel který byl postaven v roce 1238.
Průměrná teplota dosahuje hodnoty 5 °C. Nejteplejším měsícem je červenec, kdy je zde průměrně 17 °C a nejchladnější je leden, kdy průměrná teplota dosahuje hodnoty −12 °C. Naprší zde průměrně 1226 milimetrů ročně.
Narodil se zde básník Kazimierz Przerwa-Tetmajer.